# 데이지 내치불
데이지 이사도라 루이즈 내치불(영어: Daisy Isadora Louise Knatchbull, 1992년 10월 5일 ~ )은 영국의 패션 디자이너이자 여성 사업가이며 새빌 로의 첫 여성 전용 재단사인 '더 덱'의 설립자이다.